# Avalonia : L'Étrange Voyage
Ne doit pas être confondu avec Strange World.
 (juillet 2022).
Si vous disposez d'ouvrages ou d'articles de référence ou si vous connaissez des sites web de qualité traitant du thème abordé ici, merci de compléter l'article en donnant les références utiles à sa vérifiabilité et en les liant à la section « Notes et références ».
Série Classiques d'animation Disney
Encanto
(2021) Wish
(2023)
Pour plus de détails, voir Fiche technique et Distribution.
Avalonia : L'Étrange Voyage (Strange World), ou Avalonia : Un monde étrange au Québec, est un film d'animation américain réalisé par Don Hall, sorti en 2022. Il s'agit du 61e « Classique d'animation » des studios Disney.
Le film suit Les Clade, une famille d'explorateurs légendaires. Elle part explorer la terre d'Avalonia, peuplée de créatures fantastiques. Les différends entre les membres de la famille pourraient hélas faire échouer cette mission, la plus importante de leur vie.
Avec un budget de 180 millions de dollars, le film est un échec commercial qui ne rapporte que 73 millions de dollars. Sa sortie au cinéma en France a même été annulée pour sortir directement sur Disney+.

## Synopsis
À Avalonia rien n’est normal, il s’agit d’une terre entourée d'un mur de montagnes sans fin, Jaeger Clade et son fils Searcher sont des aventuriers qui bravent la nature sauvage pour explorer de nouveaux mondes. Tout en essayant de traverser l'une des montagnes, Searcher découvre une plante qui dégage de l'énergie verte. Jaeger insiste pour poursuivre la quête, mais Searcher et le reste de l'équipe de l'expédition pensent que la nouvelle plante, surnommée Pando, est satisfaisante. Jaeger continue avec colère sa mission seul. Vingt-cinq ans plus tard, Searcher s'est fait un nom en récoltant le Pando et en le transformant en une source d'énergie pour Avalonia. Il est marié à sa collègue cultivatrice, Meridian, et ils ont un fils nommé Ethan. Celui-ci est gêné chaque fois que son père essaie de parler à ses copains, surtout à son béguin Diazo.
Un jour, Callisto Mal, la présidente d'Avalonia qui avait participé à l'expédition de Jeager, se présente dans un ballon dirigeable géant pour informer les Clades que le Pando perd son pouvoir, ce qui signifie qu'ils ont besoin de Searcher pour aider à identifier la cause de ce phénomène. Il rejoint une nouvelle équipe d'expédition pour se rendre dans une doline géante où se trouvent des racines géantes de Pando. Alors qu'ils descendent, ils sont rejoints par Meridian à bord de son avion d'épandage, qui tentait de rattraper Ethan et leur chien Legend qui se sont faufilés à bord du vaisseau. Après que l'aéronef de cette dernière ait été détruit par des créatures rouges ressemblant à des wyvernes, ils continuent ensemble à descendre jusqu'à ce qu'ils percent la croûte et se retrouvent dans un monde souterrain.
Alors que Searcher et Legend sont séparés du groupe dans le crash du vaisseau, ils sont attaqués par une créature appelée Reaper pour être sauvée par Jaeger qui a vécu sous terre toutes ces années, révélant qu'il a essayé de traverser la montagne par en dessous, mais qu'il est bloqué par un océan acide qu'il ne peut pas traverser. Il décide d'aider à chercher le dirigeable comme moyen de la traverser. Pendant ce temps, le groupe essaie de réparer le vaisseau, mais Ethan s'enfuit pour retrouver Searcher et découvre une créature bleue qu'il surnomme Splat, qui essaie de l'emmener chez son père. Ils finissent par être attaqués par d'autres Reaper, mais sont finalement réunis avec Searcher, Legend et Jaeger. Ils sont bientôt secourus par Meridian et Callisto qui repoussent les créatures et retournent au dirigeable.
Searcher insiste pour terminer la mission alors que Jaeger veut continuer à voyager à travers le monde étrange. Callisto accepte d'aider à réparer le vaisseau afin qu'ils puissent continuer à voyager. Pendant ce temps, Ethan se rend compte que Searcher et Jaeger ne s'entendent pas du tout et il devient frustré par eux et leurs points de vue opposés. Après une autre rencontre sauvage, Searcher et Jaeger ont enfin une conversation de cœur à cœur et se rendent compte qu'ils respectent les objectifs de l'autre dans la vie. Ils rencontrent finalement un amas de racines de l'endroit où se trouve le Pando alors qu'il est attaqué par toutes les créatures. Croyant que le Pando riposte, ils décident d'essayer d'attaquer les créatures pour sauver le Pando.
Searcher et Jaeger ont une autre dispute, cette fois au sujet de l'influence de Jaeger sur Ethan, qui se termine par le départ de ce dernier en colère. Searcher le suit à bord d'un petit véhicule volant, mais alors qu'il s'excuse, ils se rendent compte qu'ils flottent au-dessus d'un océan sans fin et qu'ils sont devant un œil géant avec une montagne au-dessus. Les deux se rendent compte qu'Avalonia est sur le dos d'une créature géante ressemblant à une tortue dont ils ont traversé le corps, et que le Pando est une maladie qui doit être détruite. Ils reviennent pour informer tout le monde à ce sujet, mais les autres ne les croient pas. Jaeger part avec colère pour enfin accomplir sa conquête et l'équipe de Callisto enferment les Clades pour les empêcher d'arrêter leur mission, mais ils sont libérés par Legend et Splat. Pour empêcher le Pando de tuer le monde, Searcher et Ethan se dirigent vers l'amas racinaire, qui est en fait le cœur, tandis que Meridian reprend le contrôle du vaisseau et convainc finalement Callisto. Jaeger, après avoir changé d'avis, revient et ils détruisent le Pando. Des créatures apparaissent soudainement et ramènent le cœur à la vie, sauvant la terre, mais perdant la source d'énergie du Pando.
Un an plus tard, Ethan est en couple avec Diazo alors qu'eux et leurs amis collectent des ressources du monde étrange, Avalonia est passé de l'énergie de Pando aux éoliennes, Jaeger revoit son ex-femme, qui s'est remariée pendant son absence, et les rapports entre Searcher et Jaeger se sont améliorés.

## Fiche technique
- Titre original : Strange World
- Titre français : Avalonia : L'Étrange Voyage
- Titre québécois : Avalonia : Un monde étrange
- Réalisation : Don Hall et Qui Nguyen (en)
- Scénario : Qui Nguyen
- Musique : Henry Jackman
- Direction artistique : Larry Wu
- Décors : Mehrdad Isvandi
- Montage : Sarah K. Reimers
- Production : Roy Conli et Jennifer Lee
- Sociétés de production : Walt Disney Animation Studios et Walt Disney Pictures
- Sociétés de distribution : Walt Disney Pictures
- Pays d'origine :  États-Unis
- Langue originale : anglais
- Format : couleurs/noir et blanc - HDCAM (NTSC) - 2,39:1 - son Dolby Digital DTS
- Durée : 102 minutes
- Dates de sortie :
  - États-Unis : 23 novembre 2022
  - France : 23 décembre 2022 (en streaming sur Disney+)

## Distribution

### Voix originales
- Jake Gyllenhaal : Searcher Clade
- Dennis Quaid : Jaeger Clade
- Jaboukie Young-White : Ethan Clade
- Gabrielle Union : Meridian Clade
- Lucy Liu : Callisto Mal
- Karan Soni : Caspian
- Alan Tudyk : Duffle (Dafont en VF)
- Adelina Anthony : Captain Pulk
- Abraham Benrubi : Lonnie Redshirt
- Jonathan Melo : Diazo
- Nik Dodani : Kardez
- Francesca Reale : Azimuth

### Voix françaises
- Bruno Choël : Searcher Clade
- Gérard Darier : Jaeger Clade
- Gaël Kamilindi : Ethan Clade
- Corinne Wellong : Meridian Clade
- Yumi Fujimori : Callisto Mal
- Namakan Koné : Caspian
- Jérôme Pauwels : Dafont
- Agathe Cemin : la capitaine Pulk
- Antoine Levannier : Lonnie Redshirt
- Alexandre Nguyen : Diazo
- Christophe Lemoine : Kardez
- Elsa Bougerie : Azimuth
- Valérie Even : Rose
- Baptiste Mège : Rory
- Julien Meunier : l'animateur radio
- Isabelle Marin, Michaël Aragones, Valérie Even : les clients
- Jean-Claude Donda : le narrateur du reportage

### Voix québécoises
- Philippe Martin : Searcher Clade
- Marc Bellier : Jaeger Clade
- Clifford Leduc-Vaillancourt : Ethan Clade
- Florence Blain Mbaye : Meridian Clade
- Cynthia Wu-Maheux : Callisto Mal
- Patrick Emmanuel Abellard : Caspian
- Benoît Brière : Duffle
- Véronique Marchand : la capitaine Pulk
- Lucien Bergeron : Lonnie Redshirt
- Nicolas Poulin : Diazo
- Xiao-Yi Hernan : Kardez
- Marguerite D'Amour : Azimuth
- Manon Arsenault : Rose
- Charles Sirard Blouin : Rory
- Marc-André Bélanger : l'animateur radio
- Geneviève Alarie, Tristan Harvey, Manon Leblanc : les clients
- Anne-Marie Levasseur, Daniel Roy : voix additionnelles

## Accueil

### Sortie
À l’origine, le film devait sortir en France en novembre 2022 au cinéma, mais en raison de l'opposition de Disney à la nouvelle chronologie des médias le film sort finalement directement sur Disney+ en décembre.

### Accueil critique
Le film est noté sur Rotten Tomatoes 72 % aux États-Unis[réf. nécessaire]. En France, le site Allociné propose une moyenne de 2,6/5[réf. nécessaire].

### Box-office
Moins d'une semaine après sa sortie, le film d'animation n'encaisse que 18,6 millions de dollars aux États-Unis, alors quelque 30 à 40 millions de dollars avait été projetés[réf. nécessaire]. La presse spécialisée estime que le peu d'engouement pour le film pourrait faire perdre jusqu'à 100 millions de dollars à l'entreprise américaine[réf. nécessaire].

### Interdiction de diffusion
Le film a été retiré des cinémas de Transnistrie à la demande des autorités qui accusent le film de « propagande LGBT ». Des cinémas en Serbie ont également retiré le film à la suite de plaintes de parents.
Le film n'a pas été diffusé dans une vingtaine de pays à cause de son personnage principal.